# Pallerols del Cantó
Pallerols del Cantó es una localidad española perteneciente al municipio leridano de Montferrer Castellbó, en la comunidad autónoma de Cataluña. En 2020 contaba con 19 habitantes.

## Historia
Antaño un municipio, la localidad contaba hacia 1849 con 225 habitantes. En 2020 el núcleo de población contaba con 19 habitantes y la entidad singular correspondiente con 20 habitantes habitantes. Aparece descrito en el decimosegundo volumen del Diccionario geográfico-estadístico-histórico de España y sus posesiones de Ultramar de Pascual Madoz de la siguiente manera:

PALLEROLS: l. con ayunt. al que estan agregados el pueblo de Casovall y las ald. de Saulet, Canturri y Castillin, en la prov. de Lérida (20 leg.), part. jud. y dióc. de Seo de Urgel (2), aud. terr. y c. g. de barcelona (26): sit. en una cuesta á 1/4 de leg. del barranco de su nombre, en clima frio y muy ventilado por todos los vientos. Consta de 26 casas, una fuente, igl. parr. (San Roman), de la que dependen los anejos de Casovall, Abellanet y Canturri: el curato es de segundo ascenso y lo sirve un curra párroco de provision del diocesano. Confina el térm. por N. con el valle de Castellbó; E. térm. de Abellanet; S. Guils, y O. la montaña de San Juan del Herm: se estiende 1 leg. de N. á S. y 4 de E. á O.: dentro del mismo nace el riach. de Novés, con el que se riegan algunos pequeños prados: el terreno es de mala calidad con algun monte de la montaña de Castelló: los caminos estan en mal estado y dirigen á Seo de Urgel, Sort y Orgañá: la correspondencia se recibe de Seo de Urgel por espreso. prod.: trigo, legumbres y patatas; cria ganado lanar, cabrio. de cerda y vacuno, y caza de liebres, perdices y conejos. pobl.: 49 vec., 225 alm. riqueza imp.: 31,132 rs. contr.: el 14,48 por 100 de esta riqueza.
(Madoz, 1849, p. 630)